# Українська асоціація юдаїки
Українська асоціація юдаїки — неприбуткова академічна і професійна громадська організація, що об'єднує українських науковців і студентів, які працюють у галузі єврейських студій. УАЮ створено 2015 року.

## Опис
Метою діяльності УАЮ є координація зусиль українських і закордонних науковців у дослідженні історії, мов, релігії, літератури, мистецтва та інших аспектів життя євреїв в Україні і світі, а також перекладачів наукової і художньої літератури з єврейських мов. УАЮ має два ступені членства — повне і студентське. Статутом організації передбачено можливість членства іноземних дослідників.

## Керівництво
Президент УАЮ — кандидат історичних наук, старший науковий співробітник відділу фонду юдаїки Інституту рукопису Національної бібліотеки України ім. В. І. Вернадського Віталій Черноіваненко, віце-президент — історик та філолог, кандидат історичних наук, старший науковий співробітник Державної наукової установи «Енциклопедичне видавництво», старший викладач маґістерської програми з юдаїки Національного університету «Києво-Могилянська академія» Сергій Гірік  (обрано 2019). Вчена секретарка УАЮ — випускниця Національного університету «Києво-Могилянська академія», в. о. керівника відділу фонду юдаїки Інституту рукопису Національної бібліотеки України ім. В. І. Вернадського Тетяна Батанова (обрано в лютому 2021 р.).
У 2015–2019 віце-президентом УАЮ був доктор філологічних наук, провідний науковий співробітник і завідувач відділу Класичного Сходу Інституту сходознавства ім. Агатангела Кримського НАН України Олексій Хамрай, а вченим секретарем — Сергій Гірік.
На Загальних зборах УАЮ 15 грудня 2019 року на посаду віце-президента обрано Сергія Гіріка. Олексія Хамрая обрано до академічної ради УАЮ.
На розширеному засіданні президії УАЮ 3 лютого 2020 року  на посаду вченої секретарки асоціації обрано випускницю магістерської програми з юдаїки й аспірантку кафедри історії Національного університету «Києво-Могилянська академія» Надію Уфімцеву. 
З лютого 2021 року обов’язки вченої секретарки асоціації виконує Тетяна Батанова.

## Діяльність
Практична діяльність УАЮ зосереджується на організації наукових конференцій, круглих столів, семінарів, публічних лекцій і міні-курсів із єврейської тематики, а також   просуванні вивчення та дослідження мови й літератури їдиш і заохоченні перекладів з їдишу на українську мову.
УАЮ видає науковий щорічник «Judaica Ukrainica», заснований 2012 року, а також публікує серію книг «Бібліотека журналу „Judaica Ukrainica“».
З 2015 до 2020 Українська асоціація юдаїки співадмініструвала маґістерську програму з юдаїки в Національному університеті «Києво-Могилянська академія» (діє з 2012).
Організація співпрацює з низкою українських і зарубіжних наукових і освітніх установ та громадських організацій, зокрема, з Національним університетом «Києво-Могилянська академія», Українським католицьким університетом, Інститутом юдаїстики Яґеллонського університету у Кракові, Єврейським університетом у Єрусалимі, Монреальським університетом, Єврейською теологічною семінарією у Нью-Йорку, Меморіальним музеєм Голокосту у США, Ініціативою «Українсько-єврейська зустріч», Фондом «Надав», Міжнародним їдиш-центром Всесвітнього єврейського конгресу, Європейською асоціацією юдаїки, Всесвітнім союзом юдаїки, Українським центром вивчення історії Голокосту, Українською бібліотечною асоціацією та ін. За участі або сприяння УАЮ періодично відбуваються гостьові заходи за участю установ-партнерів у різних навчальних і наукових установах України.
У 2015-2016 навчальному році УАЮ спільно з Інститутом дослідження світового антисемітизму й політики (ISGAP) (Канада–США) організувала в НаУКМА серію публічних лекцій «Сучасний антисемітизм в Україні і світі», у рамках якого виступили відомі українські й зарубіжні науковці, громадські діячі й журналісти: Ярослав Грицак, Йосиф Зісельс, Вахтанг Кіпіані, Тарас Возняк, Віталій Портніков та ін.
У 2017 році УАЮ в партнерстві з Українсько-єврейською зустріччю та Українським науковим інститутом Гарвардського університету підготувала серію інтерв’ю «Спогади єврейських науковців про Омеляна Пріцака та українсько-єврейську співпрацю». Під час роботи над проектом президент УАЮ Віталій Черноіваненко записав шість розмов зі знаними дослідниками єврейського походження, які знали Омеляна Пріцака і працювали з ним: Вольфом Московичем, Мордехаєм Альтшулером, Шимоном Редліхом, Їсраелем Барталем, Пітером Ґолденом, Норманом Ґолбом і Рут Ґолб. Проект реалізовано з нагоди сторіччя з дня народження Омеляна Пріцака, що відзначалося 2019 року.
У 2019 році за сприяння Голландського єврейського гуманітарного фонду Українська асоціація юдаїки організувала науково-популярний лекторій «Євреї України: від Давньої Русі до Незалежності». Заходи в рамках проекту відбувалися в єврейському центрі «Халом» (Київ). 18 лекцій на різні теми, пов’язані з історією і традиціями східноєвропейських юдейських громад, єврейську культуру, літературу та сучасні переклади з мови їдиш прочитали провідні дослідники, викладачі магістерської і сертифікатної програм із юдаїки НаУКМА та фахівці з інших академічних установ України.
На початку 2019 року за підтримки Фонду «Надав» асоціація започаткувала Премію УАЮ імені Жанни Ковби й Мартена Феллера за найкращу книжку з юдаїки, а восени того ж року провела першу церемонію вручення премії.
У 2020–2021 році у межах їдиш-проекту УАЮ за підтримки Центру орієнталістики імені Омеляна Пріцака НаУКМА та Єврейської теологічної семінарії (Нью-Йорк) асоціація організує академічні мовні курси та розмовний клуб із їдишу. 

### Наукові конференції
У жовтні 2017 УАЮ і магістерська програма з юдаїки в НаУКМА за підтримки Європейської асоціації юдаїки провели наукову конференцію «Євреї України: Революція й післяреволюційна модернізація», присвячену долі українських євреїв 1917–1920-х років. Серед її учасників — дослідники з України, Ізраїлю, США, Великої Британії, Австрії, Німеччини, Угорщини. За матеріалами конференції видавництво «Лаурус» у 2018 році видало збірку статей «Євреї України: революція й післяреволюційна модернізація». До книжки увійшли розширені варіанти текстів виступів на конференції: 15 статей, присвячених політичній і соціальній історії євреїв України та єврейському мистецтву України в 1917–1920-х роках. 
У жовтні 2018 асоціація організувала наукову конференцію «Сучасний Ізраїль: від держави на шляху до держави перед викликами» з нагоди 70-річчя Держави Ізраїль. У ній узяли участь дослідники з України, Великої Британії, Ізраїлю, Канади, Німеччини, Польщі, США і Швеції. Під час заходу обговорювалися наукові проблеми, пов'язані з історією сіонізму й Держави Ізраїль, відносинами Ізраїлю з іншими країнами, суспільством і культурним життям єврейської держави. Конференцію підтримали Фонд «Надав», Європейська асоціація ізраїлезнавства та Київська громада традиційного юдаїзму «Масорет».
У травні 2019 року УАЮ узяла участь в організації наукової конференції до сторіччя від дня народження академіка Омеляна Пріцака. Організатором заходу став Центр орієнталістики імені Омеляна Пріцака НаУКМА за підтримки Міністерства освіти і науки України, Міжнародного благодійного фонду відродження Києво-Могилянської академії (ендавмент Фонду Михайла та Дарії Ковальських), Києво-Могилянської Фундації Америки та УАЮ.
Наприкінці вересня 2019 року в Одесі відбулася міжнародна конференція «"Де будуть євреї — там Ерец-Ісраель": Українсько-єврейські літературні контакти». Захід було організовано за підтримки Фонду «Надав», Вааду України та Міжнародного центру їдишу Всесвітнього єврейського конгресу. Конференція зібрала дослідників і перекладачів із України, Німеччини, США, Канади, Ізраїлю, Польщі й Чехії. Загалом доповіді про різні аспекти дослідження єврейсько-українських літературних контактів виголосили 13 науковців. Ключовими доповідачами заходу стали професорка Каліфорнійського університету в Сан-Дієґо Амелія Ґлейзер та професор-емерит Манітобського університету Мирослав Шкандрій. У перший день конференції відбувся круглий стіл пам'яті дослідниці їдишу Наталії Риндюк, присвячений проблемам перекладу літературних творів їдишем на слов'янські мови.